# Station Kopperå
Station Kopperå is een spoorwegstation in Kopperå in de Noorse gemeente Meråker. Het station is de laatste stop in Noorwegen aan Meråkerbanen, de spoorlijn die Trondheim verbindt met Östersund in Zweden.